# پلوزیوم
پلوزیوم نام شهری مهم و تاریخی در شرق کرانهٔ نیل در کشور مصر بود. این شهر در فاصلهٔ ۳۰ کیلومتری جنوب پورت‌سعید قرار داشت.